# Clausidium
Clausidium is een geslacht van eenoogkreeftjes uit de familie van de Clausidiidae.

## Naamgeving
Rodolfo Amando Philippi beschreef in 1839 het nieuwe geslacht Hersilia en de soort Hersilia apodiformis. Zesendertig jaar later beschreef Robby Kossmann dezelfde soort, zonder de publicatie van Philippi te kennen. Hij richtte er ook een nieuw geslacht voor op, dat hij Clausidium noemde; de soortnaam die hij koos was Clausidium testudo.
Omdat de geslachtsnaam Hersilia reeds eerder gebruikt was, werd hij vervangen door Clausidium. De familienaam veranderde daarmee ook van Hersiliidae naar Clausidiidae.

## Beschrijving
De Clausidiumsoorten zijn sedentaire soorten die leven in de kieuwholten van bepaalde Callianassa-soorten (tienpotigen). Mannetjes en wijfjes komen bijna steeds samen voor, waarbij het mannetje zich vasthaakt aan de buik van het vrouwtje.

## Soorten
- Clausidium apodiformis (Philippi, 1839)
- Clausidium californiense Wilson C.B., 1935
- Clausidium caudatum (Say, 1818)
- Clausidium chelatum Pillai, 1959
- Clausidium dissimile Wilson C.B., 1921
- Clausidium saldanhae Kensley, 1974
- Clausidium searsi Wilson C.B., 1937
- Clausidium senegalense Humes, 1957
- Clausidium tenax Humes, 1949
- Clausidium testudo Kossmann, 1867
- Clausidium travancorense Pillai, 1959
- Clausidium vancouverensis (Haddon, 1912)